# أليخاندرو سبيتزر
أليخاندرو سبيتزر هو ممثل مكسيكي ولد في 21 يناير 1995.